# Сото, Джо
Джо́зеф Э́йнджел Со́то (англ. Joseph Angel Soto; 22 марта 1987, Портервилл, Калифорния) — американский боец смешанного стиля, представитель полулёгкой и легчайшей весовых категорий. Выступает на профессиональном уровне начиная с 2006 года, известен по участию в турнирах таких бойцовских организаций как UFC, Bellator, PFC, TPF, владел титулом чемпиона Bellator в полулёгком весе, был претендентом на титул чемпиона UFC в легчайшем весе.

## Биография
Джо Сото родился 22 марта 1987 года в городе Портервилл штата Калифорния. Был четвёртым ребёнком у своих родителей, жил довольно бедно, отец работал мусорщиком, а мать — уборщицей. Рос в очень религиозном окружении, каждую неделю ходил в церковь, его семья причисляла себя к христианам-пятидесятникам. Во время учёбы в школе серьёзно занимался борьбой, позже продолжил тренироваться в колледже, состоял в одной команде с такими известными бойцами как Джон Джонс и Кейн Веласкес, в частности с Джонсом в течение двух лет проживал в одной комнате общежития.
Готовиться к выступлениям в смешанных единоборствах начал после знакомства с одним бойцом, который согласился тренировать его в своём гараже. Дебютировал в ММА на профессиональном уровне в июле 2006 года, выиграв у своего соперника техническим нокаутом в первом раунде. Дрался в небольших промоушенах Palace Fighting Championship и Gladiator Challenge, в четырёх боях одержал четыре победы.
В 2009 году присоединился к новообразованной бойцовской организации Bellator Fighting Championships и принял участие в самом первом её турнире. В рамках гран-при первого сезона полулёгкого веса победил Бена Грира и Вилсона Рейса на стадиях четвертьфиналов и полуфиналов соответственно, после чего в поединке за титул чемпиона встретился с Яиром Рейесом и заставил его сдаться во втором раунде, проведя удушающий приём сзади.
Затем Сото выиграл один бой в сторонней организации Tachi Palace Fights и победил в нетитульном бою Bellator. В сентябре 2010 года защищал свой чемпионский пояс в поединке с официальным претендентом Джо Уорреном — на 33 секунде второго раунда оказался в тяжёлом нокауте, потерпев первое в своей профессиональной карьере поражение. В августе 2011 года оспорил титул чемпиона TPF в полулёгком весе, но снова проиграл, на сей раз Эдди Ягин принудил его к сдаче удушающим приёмом «гильотина». После двух поражений подряд он был уволен из Bellator.
Впоследствии спустился в легчайший вес и выступал в разных менее престижных промоушенах, в течение двух лет регулярно дрался в Tachi Palace Fights, сделав серию из шести побед подряд, в частности завоевал титул чемпиона TPF.
Начиная с августа 2014 года состоит в крупнейшей бойцовской организации мира Ultimate Fighting Championship. Уже в дебютном поединке удостоился права оспорить чемпионский титул в легчайшей весовой категории, который на тот момент принадлежал Ти Джею Диллашоу. В главном событии вечера Сото сумел продержаться против Диллашоу четыре раунда, но в пятом пропустил удар ногой в голову и был нокаутирован последовавшим добиванием руками. В дальнейшем потерпел в UFC два поражения и одержал три победы.
В декабре 2017 года вышел в октагон против непобеждённого валлийца Бретта Джонса и проиграл ему сдачей уже через 30 секунд после начала поединка.

## Статистика в профессиональном ММА
| Боёв 25  | Побед 18 | Поражений 7 |
| -------- | -------- | ----------- |
| Нокаутом | 5        | 4           |
| Сдачей   | 10       | 2           |
| Решением | 3        | 1           |

| Результат | Рекорд | Соперник         | Способ                             | Турнир                                                              | Дата             | Раунд | Время | Место               | Примечание                                                 |
| --------- | ------ | ---------------- | ---------------------------------- | ------------------------------------------------------------------- | ---------------- | ----- | ----- | ------------------- | ---------------------------------------------------------- |
| Поражение | 18-7   | Иури Алкантара   | TKO (удары руками)                 | UFC Fight Night: Machida vs. Anders                                 | 3 февраля 2018   | 1     | 1:06  | Белен, Бразилия     |                                                            |
| Поражение | 18-6   | Бретт Джонс      | Сдача (залом голени)               | The Ultimate Fighter: A New World Champion Finale                   | 1 декабря 2017   | 1     | 0:30  | Лас-Вегас, США      |                                                            |
| Победа    | 18-5   | Рани Яхья        | Единогласное решение               | UFC Fight Night: Belfort vs. Gastelum                               | 11 марта 2017    | 3     | 5:00  | Форталеза, Бразилия |                                                            |
| Победа    | 17-5   | Марко Бельтран   | Сдача (скручивание пятки)          | The Ultimate Fighter Latin America 3 Finale: dos Anjos vs. Ferguson | 5 ноября 2016    | 1     | 1:37  | Мехико, Мексика     | Бой в промежуточном весе 63,5 кг.                          |
| Победа    | 16-5   | Крис Бил         | Сдача (удушение сзади)             | UFC Fight Night: MacDonald vs. Thompson                             | 18 июня 2016     | 3     | 3:39  | Оттава, Канада      |                                                            |
| Поражение | 15-5   | Митинори Танака  | Раздельное решение                 | UFC 195                                                             | 2 января 2016    | 3     | 5:00  | Лас-Вегас, США      |                                                            |
| Поражение | 15-4   | Энтони Бирчак    | KO (удары руками)                  | UFC Fight Night: Boetsch vs. Henderson                              | 6 июня 2015      | 1     | 1:37  | Новый Орлеан, США   |                                                            |
| Поражение | 15-3   | Ти Джей Диллашоу | KO (ногой в голову)                | UFC 177                                                             | 30 августа 2014  | 5     | 2:20  | Сакраменто, США     | Бой за титул чемпиона UFC в легчайшем весе.                |
| Победа    | 15-2   | Террион Уор      | Сдача (север-юг)                   | TPF 20: Night of Champions                                          | 7 августа 2014   | 3     | 2:48  | Лемор, США          |                                                            |
| Победа    | 14-2   | Джеремиа Лабиано | TKO (остановлен врачом)            | TPF 18: Martinez vs. Culley                                         | 6 февраля 2014   | 3     | 4:16  | Лемор, США          | Выиграл вакантный титул чемпиона TPF в легчайшем весе.     |
| Победа    | 13-2   | Кори вом Баур    | Сдача (гильотина)                  | TPF 17: Fall Brawl                                                  | 14 ноября 2013   | 1     | 4:36  | Лемор, США          |                                                            |
| Победа    | 12-2   | Чед Джордж       | Техническая сдача (удушение сзади) | TPF 13: Unfinished Business                                         | 10 мая 2012      | 2     | 2:01  | Лемор, США          |                                                            |
| Победа    | 11-2   | Крис Дэвид       | Сдача (удушение сзади)             | TWC 13: Impact                                                      | 27 января 2012   | 2     | 4:28  | Портервилл, США     |                                                            |
| Победа    | 10-2   | Ромео Маккови    | Единогласное решение               | Norcal Fight Fest                                                   | 15 октября 2011  | 3     | 5:00  | Блу-Лейк, США       | Бой в легчайшем весе.                                      |
| Поражение | 9-2    | Эдди Ягин        | Сдача (гильотина)                  | TPF 10: Let The Chips Fall                                          | 5 августа 2011   | 1     | 2:00  | Лемор, США          | Бой за вакантный титул чемпиона TPF в полулёгком весе.     |
| Поражение | 9-1    | Джо Уоррен       | KO (колено и руки)                 | Bellator 27                                                         | 2 сентября 2010  | 2     | 0:33  | Сан-Антонио, США    | Лишился титула чемпиона Bellator в полулёгком весе.        |
| Победа    | 9-0    | Диегу Сарайва    | TKO (остановлен врачом)            | Bellator 19                                                         | 20 мая 2010      | 1     | 5:00  | Гранд-Прери, США    | Нетитульный бой.                                           |
| Победа    | 8-0    | Майк Кристенсен  | Сдача (гогоплата)                  | TPF 1: Tachi Palace Fights 1                                        | 8 октября 2009   | 1     | 2:06  | Лемор, США          |                                                            |
| Победа    | 7-0    | Яир Рейес        | Сдача (удушение сзади)             | Bellator 10                                                         | 5 июня 2009      | 2     | 4:11  | Онтэрио, США        | Выиграл титул чемпиона Bellator в полулёгком весе.         |
| Победа    | 6-0    | Вилсон Рейс      | Decision (unanimous)               | Bellator 6                                                          | 8 мая 2009       | 3     | 5:00  | Робстаун, США       | Полуфинал гран-при 1 сезона Bellator полулёгкого веса.     |
| Победа    | 5-0    | Бен Грир         | TKO (удары руками)                 | Bellator 1                                                          | 3 апреля 2009    | 1     | 3:40  | Холливуд, США       | Четвертьфинал гран-при 1 сезона Bellator полулёгкого веса. |
| Победа    | 4-0    | Энтони Луна      | Сдача (кимура)                     | Gladiator Challenge 86: Day of the Dead                             | 2 ноября 2008    | 1     | 0:33  | Майами, США         |                                                            |
| Победа    | 3-0    | Брэндон Джиннис  | TKO (удары руками)                 | PFC 10: Explosive                                                   | 26 сентября 2008 | 1     | 0:59  | Лемор, США          |                                                            |
| Победа    | 2-0    | Даррен Крисп     | Сдача (рычаг локтя)                | PFC 9: The Return                                                   | 18 июля 2008     | 1     | 1:08  | Лемор, США          |                                                            |
| Победа    | 1-0    | Джаред Уильямс   | TKO (удары руками)                 | Gladiator Challenge 53: Hell Storm                                  | 16 июля 2006     | 1     | 3:26  | Портервилл, США     |                                                            |